# Jupi77er
Jupitter Pimentel Zamboni (São Paulo, 4 de setembro de 1992), popular pelo nome artístico Jupi77er, é um rapper, compositor, ativista e produtor cultural brasileiro, conhecido por integrar a dupla Rap Plus Size.

## Biografia
Jupitter iniciou carreira aos 12 anos e participava de batalhas de rap na adolescência junto do grupo Rimologia.
Em 2016, Jupi77er formou a dupla Rap Plus Size com a rapper Sara Donato. Juntos, eles lançaram o álbum “Rap Plus Size” (2016), que explorava temas como autoaceitação, empoderamento e representatividade. Também em 2016, a dupla participou das ocupações contra o governo Temer, fazendo shows.
Ele compartilhou sua jornada de autodescoberta e transição de gênero nas redes sociais, inspirando muitos fãs. Sua identidade gerou reações nas redes sociais, após falar sobre ela no videocast Entre Amigues e cortes do vídeo serem repostados.
Em 2022, Jupi77er lançou o álbum "RG", que aborda temas como identidade de gênero, resistência e preconceito, como transfobia e gordofobia, defendendo também o uso da linguagem neutra para combater o sexismo. Ele também já compôs curso sobre linguagem e não binariedade.
Na Parada do Orgulho LGBT de São Paulo, já se apresentou da campanha Mais uma Voz, escolhido por Pabllo Vittar, em 2022.

## Vida pessoal
Jupi77er é uma pessoa não binária e transmasculina, compreendendo sua identidade de gênero mais especificamente como boyceta, também como de gênero fluido. Em entrevistas, fala abertamente sobre sua bissexualidade. Sobre suas relações afetivas, Jupitter se posiciona em apoio favorável à não monogamia política.